# Francis Townley
Francis Townley (Inghilterra, ... – Panama, agosto 1686) è stato un pirata inglese.

## Biografia
Le prime notizie di Francis Townley lo  citano a marzo del 1685,  quando nel Pacifico si incontrò ed unì alla flotta del  pirata  William Knight  con 180 uomini e due navi catturate agli spagnoli . All'inizio dell'anno successivo passò ad unirsi alle forze dei pirati francesi François Grognier e Jean L'Escuyer, che avevano da poco acquisito anche la ciurma di Charles Swan a bordo della Cygnet e quella di Edward Davis a bordo della Batchelor's Delight. Il  gruppo razziò le città di  Leone e Realejo prima di separarsi.
Presso Acapulco Swan e Townley tentarono di catturare un galeone tesoriere proveniente da Manila ma era troppo ben protetto e furono costretti a ritirarsi. Townley si separò dal compagno di razzie e coi suoi uomini saccheggiò Granada, supportato dalla flottiglia di Grognier prima di lasciare anche lui. Saccheggiò quindi Panama, raccogliendo un grande tesoro ma perdendone buona parte a causa dell'immediato contrattacco spagnolo. Townley inviò le teste di alcuni ostaggi al comandante della fortezza spagnola per costringerlo a cedere rifornimenti ai pirati, minacciando la morte degli altri ostaggi se gli spagnoli non avessero ceduto.
Nell'agosto di quell'anno gli spagnoli lanciarono un assalto a sorpresa alle forze di Townley in mare,  ma vennero pesantemente sconfitti. Townley allora giustiziò altri prigionieri e gli spagnoli dovettero pagare un notevole riscatto, ma Townley, ferito, morì poco dopo. I suoi uomini elessero George Dew quale loro nuovo comandante. Secondo alte fonti venne eletto comandante al suo posto Pierre le Picard, ma è improbabile in quanto le Picard era in realtà parte di un altro contingente francese.